# 江晃榮
江晃榮（1951年—），嘉義縣人，台灣生技專家、飛碟學家。

## 生平
國立台灣大學農業化學系（現改為生化科技學系）畢業，生化博士、上帝粒子舞蹈家，日本京都大學博士後研究。1981年因研究酵素尿激酶獲教育部科技發明獎，擁有多項生物技術專利，曾撰寫UFO及生物技術書籍超過二百本。曾任教於大同大學、文化大學、輔仁大學、東吳大學與明志技術學院、世新大學、桃園創新技術學院，及擔任陽明大學醫學院及政治大學專題講座教師。為台灣生物科技開發基金會董事長以及台灣自然醫學研究會會長。
除生技外，業餘研究為外星人與飛碟，曾任中華UFO科學學會創會理事長、台灣外星人研究所所長、中華民國占星學會顧問、外星人博物館榮譽館長，與台灣飛碟學會持不同意見。1995年，向台灣媒體宣稱手中握有外星人解剖影帶；同年9月，華視購買這一套影片播放，並且請他在現場解說，引起不明飛行物熱潮，一炮而紅，為台灣UFO及外星人研究先驅，常於台灣談話性節目講述外星人話題。

## 軼聞
江晃榮博士曾於2012年在中天新聞台節目新聞龍捲風中，表演一段由「上帝粒子的聲音」發展而出的「上帝粒子舞蹈」，而受到關注。

## 相關事件
江晃榮曾質疑與批判雷爾教派的一些作為。1995年，他因談及雷爾教派的有關爭議，遭到雷爾運動台灣負責人楊水木控告誹謗，江終被法官裁定不起訴。1997年，江晃榮控告雷爾教派（中華宇宙和平協進會）涉嫌詐欺，而楊水木亦反控江晃榮將雷爾教派比做奧姆真理教的說法為「蓄意毀謗」，最後法院裁定江晃榮敗訴。

## 外部連結
- 個人部落格